# Senja (isola)

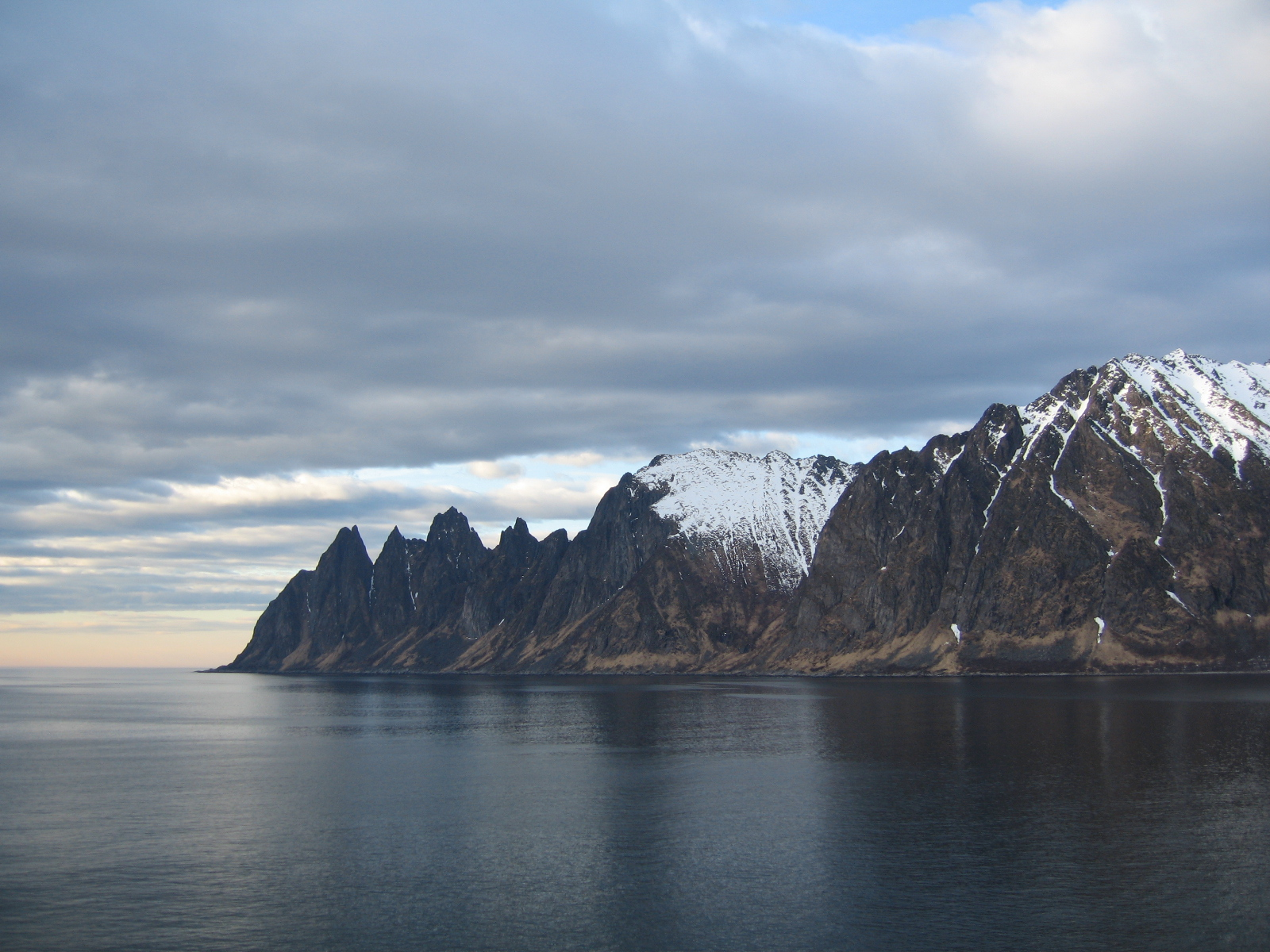
il suggestivo Okshornan

Senja è la seconda più ampia isola della Norvegia (la terza includendo Spitsbergen). È situata lungo la costa della contea di Troms e vi sorge, come centro di maggiore importanza, la città di Finnsnes. L'isola è collegata alla terraferma dal ponte Gisund.
L'isola è abitata da circa 7.700 persone ed ospita il Parco nazionale di Ånderdalen.
L'isola viene anche definita la Norvegia in miniatura perché il suo territorio presenta le diversità di paesaggi che è possibile incontrare in tutto il resto del paese.

## Origine del nome

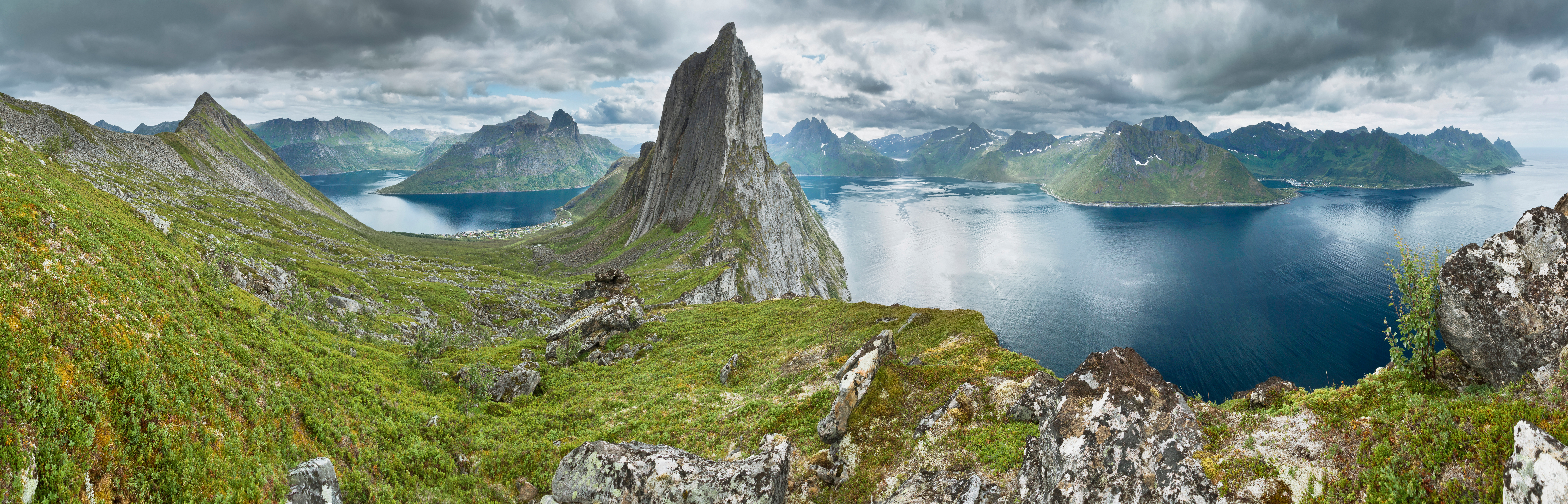
Panorama della costa di Senja frastagliata dai fiordi

Si ritiene che il nome derivi dall'antico norreno, ma il significato è incerto. La parola Senja richiama il verbo norreno sundr che significa «disuniti», «separati», «stretto». Dal punto di vista della geografia fisica questo significato è calzante poiché sono presenti sull'isola numerosissimi fiordi, baie, insenature, laghi e stagni che rendono il territorio frammentato dall'acqua. Il nome è documentato già come «Senionne» nel 1367 e «Senien» nel 1490.
Una teoria più recente e incerta è che il nome Senja sia una traduzione in norvegese del nome dell'isola in sami (altresì il lappone), cioè Sážža.